# Villa Griselli
Villa Griselli è una storica residenza stile Art Nouveau di Caluso in Piemonte.

## Storia
La villa venne eretta nel 1926 per volere del dottor Ercole Griselli, originario di Caluso, ma vissuto fino ad allora in Argentina per dedicarsi alla cura della difterite.

## Descrizione
La villa, contraddistinta da uno stile art nouveau dalla connotazione nordica, rappresenta un'eccezione nel panorama architettonico canavesano. La sua architettura, legata alle sperimentazioni di Ernesto Basile e di Giuseppe Sommaruga e non manchevole di rimandi alle opere di Henry van de Velde e della Scuola di Nancy, potrebbe inoltre essere ispirata alle architetture di Buenos Aires, capitale dell'Art nouveau sudamericano, conosciuta dal committente durante la sua permanenza in Argentina.
Le facciate, caratterizzate da una forte asimmetria volumetrica, presentano un calibrato accostamento dei materiali che riesce a dare una forte coesione stilistica all'edificio. Elemento distintivo della villa è la sua torretta sormontata da una snella copertura conica.